# С'Амарадор

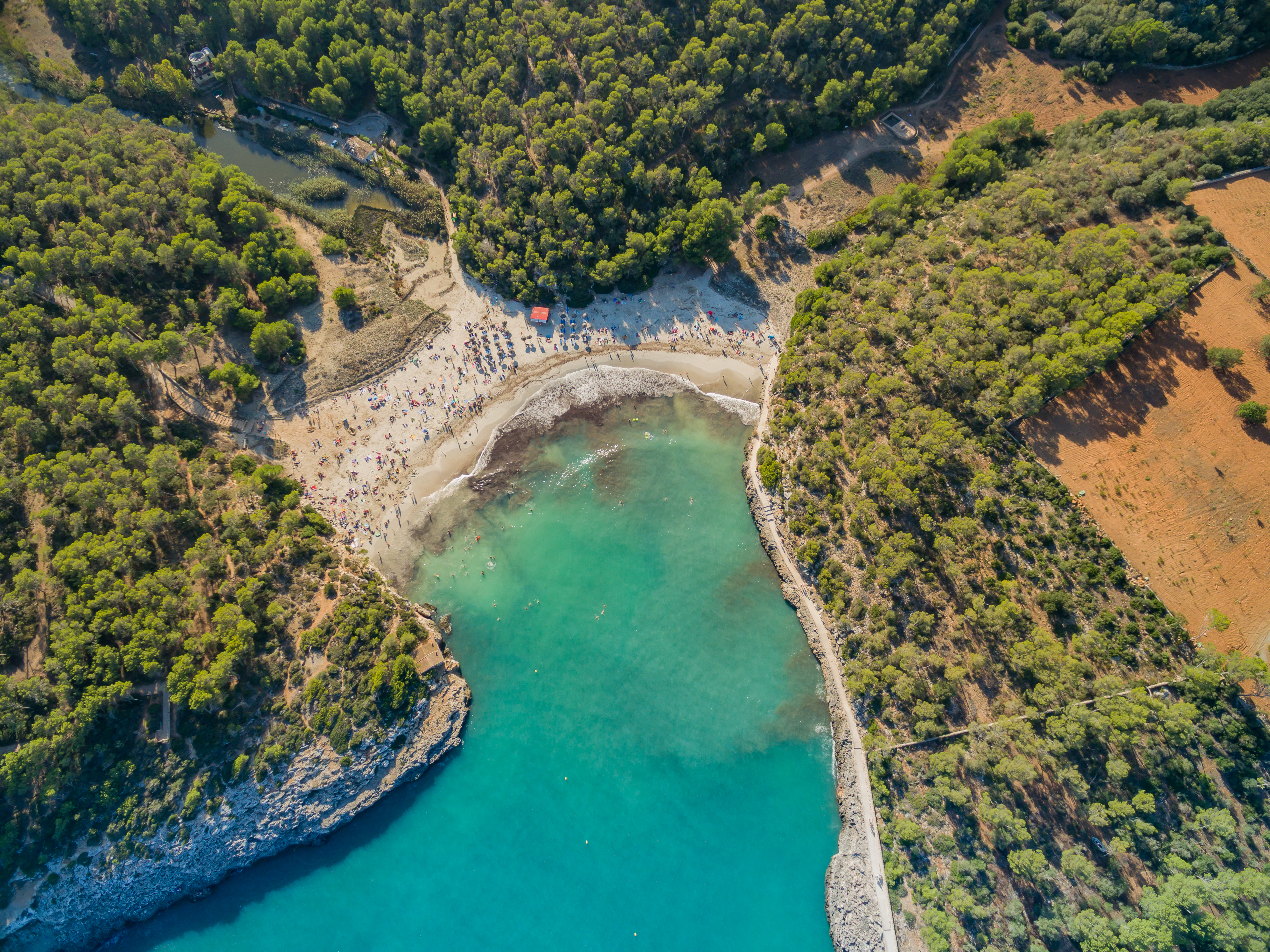
Пляж С'Амарадор

С'Амарадо́р (кат. S’Amarador) — пляж на острові Мальорка (Балеарські о-ви, Іспанія). Розташований у 6 км від с'Алкерія-Бланка у південно-східній частині острова у муніципалітеті Сантаньї. Знаходиться на території природного парку Мондраго́. Поруч розташовується пляж Сес-Фонт-де-н'Аліс.

## Опис
Пляж з дрібнозернистим піском, пологим відкосом і рослинністю для фіксації піщаних дюн (сосни, чортополохи тощо). Тут зустрічаються черепахи.
У 2008 році визнаний «Найкращий пляжем Європи» за версією вебсайту OnBeach.com. У конкурсі взяло участь понад 3 000 пляжів Західної Європи — Франції, Іспанії, Італії та Португалії, які визначалися за 100 критеріями, такими як чистота, зручность та придатність для купання. Експерти дали високу оцінку пляжу с'Амарадор, зокрема за його мальовничий пейзаж, білий пісок, криштально чисту воду, легкий доступ і вибір місць, щоб поїсти і випити на пляжі.
Пляж менше переповнений, ніж сусідній Фонт-де-н'Аліс через відсутність туристичних послуг, і неможливість добратися потягом з Кала-д'Ора.
Пляж легко доступний на автомобілі. Обладнаний душем і туалетами, має якірну зону.
Характеристика
- Довжина — 145 м
- Ширина — 50 м
- Тип пляжу — природний, склад — піщаний
- Доступ — автомобільний, пішоходний, судоходний
- Рівень відвідуваності — високий
- Користувачі — туристи
- Умови для купання — невеликі хвилі
- Рятувальна служба — ні
- Доступ для людей з омеженими можливостями — ні
- Якірна зона — так